# Гуго IV (герцог Бургундії)
Гуго IV (фр. Hugues IV; 9 березня 1212 — 27 жовтня 1272) — герцог Бургундії у 1218—1272 роках, титулярник король Фессалонік у 1266—1272 роках.

## Біографія

### Регентство
Походив з династії Капетингів. Син Еда III, герцога Бургундії, та Аліси де Вержі. У 1218 році малою дитиною втратив батька. До 1228 року регентом при ньому була мати, яка вправно керувала герцогством, домігшись покори васалів. В цей час в Бургундії зберігався мир, що сприяло економічному піднесенню.

### Правління
У 1228—1229 роках приєднався до французьких графів на чолі із Теобальдом IV, графом Шампані, який домагався відсторонення Бланки Кастильської від регентства над малолітнім королем Людовиком IX. У 1229 році оженився з донькою графа де Дрьо. 1230 році разом з графами Форе і Макон виступив проти Теобальда IV, графа Шампані, який перейшов на бік Бланки Кастильської.
В 1237 Гуго IV обміняв у свого стрийка Жана I де Шалон сеньйорію Сален і низку інших володінь на графства Шалон і Осон. Це дозволило розширити володіння герцога по іншу сторону Сони та на південь. Разом з тим герцогу довелося зіткнутися з невдоволенням духовенства.
У 1239—1241 роках Гуго IV взяв участь в Хрестовому поході (відомий як Хрестовий похід баронів), організованому Теобальдом IV, графом Шампані, і П'єром Моклерком, герцогом Бретані. Брав участь у бойових діях , проте не досяг значних успіхів. Лише завдяки дипломатичному хисту Теобальба Шампанського хрестоносці досягли успіху. У 1240 році, після того як більшість очільників християнських військ, повернулися до Європи, Гуго IV разом з Гі, графом де Форе, брав участь у відновлені замку Аскалону. Повернувся до Бургундії у 1241 році.
У 1241 році затоваришував з королем Франції, ставши одним з чотирьох комісарів Ліги, що виступила проти надмірного збагачення католицьких прелатів й помірно критикувала дії Святого престолу.
В 1248 році Гуго IV одружив двох своїх старших синів з доньками і спадкоємиця Аршамбо IX де Бурбон-Дампьера. Для сина Жана виділив на півдні Бургундії з частини колишнього графства Шалон графство Шароле. Проте обидва сини рано померли, залишивши тільки дочок, які і успадкували усі володіння. Тому Невер, Осер, Тоннер, Бурбон і Шароле не закріпилася за Бургундією.
У 1248—1249 роках супроводжував Людовика IX Святого в Сьомому хрестовому поході. Звитяжив у битві при аль-Мансурі, зумівши відвести війська до основного табору хрестоносців. Втім у Фарізкура був підступно схопленим мусульманами. Повернувся до Бургундії після сплати викупу у 1250 році.
У 1256 році придбав права на сеньйорії Брансіон і Юксель в графствам Шалон і Макон. 1258 року вступив у другий шлюб (перша дружина померла 1248 року). Юксель він у 1259 році віддав своєму раднику Жану де Блан. У тому ж році Гуго IV була доручена охорона Безансона. Він планував приєднати до своїх володінь Бургундське графство, але здійснити цього не вдалося.
У 1266 році домігся від Балдуїна II, імператора Латинського імперії, в обмін на допомогу щодо повернення трону оголосити себе королем Фессалонікським, проте це не дало йому реальних володінь, оскільки землі Фессалонікського королівства ще раніше захопила Візантійська імперія. При цьому сам Гуго IV не доклав значних зусиль (окрім передачі Балдуїну II 13 тис. турських ліврів) стосовно походу проти Візантії.
1269 році уклав угоду зі своїм кузеном Гігом VII, дофіном В'єнським стосовно встановлення регентства Гуго IV над Дофіне та захисту Беатриси де Фосін'ї (доньки Гіга VII). У 1270 році брав участь у Восьмому хрестовому поході на чолі із французьким королем Людовиком IX в Тунісі.
Помер в 1272 році (поховано в абатстві Сіто), що викликало проблему спадкування, оскільки старші сини на той момент померли. На герцогство висунули претензії чоловіки їх доньок. Втім король Філіпп III затвердив як спадкоємця третього сина Гуго IV — Роберта II.

## Родина
1 Дружина — Іоланда (1212—1248), донька Роберта III, графа Дрьо і Аенор
Діти:
- Ед (1230—1266) — граф Невера, Осера і Тоннера
- Жан (1231—1268) — сеньйор де Бурбон, граф де Шароле
- Аліса-Аделаїда (1233—1273) — дружина Генріха III, герцога Брабанту
- Маргарита (д/н-1277) — дружина: 1) Вільгельма III, сеньйор де Мон-Сен-Жан, де Сальмес, де Туази, 2) Гі VI, віконт Лиможу
- Роберт (1245/1250 — 1306) — герцог Бургундії

2 Дружина — Беатриса, донька Теобальда I, короля Наварри, графа Шампані.
Діти:
- Беатрис (1260—1328) — дружина Гуго XIII де Лузиньяна, графа де Ла Марш і Ангулему
- Гуго (1260—1288) — сеньйор де Монреал, віконт д'Авалон
- Маргарита (д/н-1300) — дружина Жана I де Шалон, сеньйора д'Арлей
- Жанна (д/н-1295) — черниця
- Ізабелла (1270—1323) — дружина: 1) Рудольфа I Габсбурга, імператора Священної Римської імперії, 2) П'єр IX де Шамблі, сеньйора де Нофль